# Amedeo Lavy
Amedeo Lavy (Torino, 1777 – Torino, 1864) è stato uno scultore e medaglista italiano.
Ricoprì l'incarico di incisore capo della zecca di Torino. Era figlio di Lorenzo Lavy, incisore capo della zecca di Torino, che eseguì molti dei punzoni che dovevano servire per la coniazione di una serie di medaglie dedicata ai membri di casa Savoia e nota col nome di Storia metallica della Reale Casa di Savoia. Anche il fratello Carlo svolse attività di incisore di conii alla zecca di Torino.
Si formò presso l'Accademia di Torino e a Roma presso Antonio Canova.
Il famoso marengo d'oro della Repubblica Subalpina è frutto del suo genio.
Suoi i conii della Repubblica Piemontese del 1799 (1/2 e 1/4 di Scudo, della Repubblica Subalpina (oltre al marengo anche la moneta da 5 franchi).
Dopo la restaurazione del Regno di Sardegna mantenne l'incarico e fece i conii di Vittorio Emanuele I (1814-1821) e Carlo Felice (1821-1831).
Il suo nome è inciso sul banco più antico della chiesa di San Bernardino di Castagnole Piemonte. La stessa chiesa ospita una statua in gesso della Madonna del 1829 che è sua opera, riproduzione di quella d'argento che sta al santuario della Consolata di Torino. Sempre a Castagnole, alla chiesa di San Rocco due bassorilievi di marmo del 1811 sono custoditi in due cappelle laterali: uno rappresenta l'Immacolata che schiaccia la testa del serpente, mentre nell'altro è raffigurato San Luigi Gonzaga
A Chieri Lavy possedeva una villa "La Commenda", ove furono murati i resti di un'iscrizione commemorativa monumentale dell'acquedotto romano di Chieri, trovati nel XVIII secolo.
Suoi i bassorilievi di stile neoclassico raffiguranti episodi napoleonici che si trovano presso la Palazzina di Caccia di Stupinigi, nell'appartamento del Principe di Carignano.
I suoi lavori e composizioni sono ispirati al gusto neoclassico. Fu professore di conio all'Accademia di Belle Arti dal 1822.
Durante il periodo napoleonico fu apprezzato ritrattista, fu anche autore di una serie di medaglie celebrative di personalità del tempo